# Pierre Lasjaunias
Pierre Lasjaunias, né le 15 juillet 1948 à Paris et mort le 1er juillet 2008 à Zurich, est un médecin français, pionnier de la neuroradiologie.

## Biographie
En 1975, Pierre Lasjaunias devient docteur en médecine, puis se spécialise en radiologie en 1983. Il devient professeur d'anatomie à la faculté de médecine de l'université Paris Saclay en 1989.
En 1998, il est nommé chef du service de neuroradiologie à l'hôpital Bicêtre de l'AP-HP, puis responsable du pôle neurosciences-tête et cou en 2006. L'année suivante, il devient président de la fédération mondiale de neuroradiologie interventionnelle.
Il décède en Suisse en 2008, alors qu'il participait à un congrès international de spécialistes.

## Titres hospitaliers et universitaires
- École de management des Hôpitaux de Paris, 1992
- Professeur des universités (anatomie), 1989
- Habilitation à diriger des recherches, 1988
- Spécialiste des hôpitaux de Paris (radiologie), 1983
- Docteur en médecine, université Paris XI, 1968-1975
- Honorary Consultant à The National Hospital for Neurology and Neurosurgery et au Great Ormond Street Hospital for  Sick Children{' (Londres 1995-2002)
- Visiting Professor of Neurosurgery, Steglitz Klinic, Berlin (1991-1999)
- Professeur “Adjunct” en Radiologie et Neurochirurgie, University of New York (1980-1996)
- Visiting Professor of Radiology in Toronto Western Hospital (1984-1987)

## Fonctions hospitalières et universitaires
- Responsable du pôle « Neurosciences, tête et cou Hôpital Bicêtre » (2007-2008)
- Coordonnateur du Centre de référence des pathologies neurovasculaires malformatives, labellisé centre de référence pour une maladie rare (2007)
- Chef de service de neuroradiologie, hôpital Bicêtre (1998-2008)
- Professeur des universités en anatomie, Paris XI (1989)
- Responsable de l’unité de neuradiologie vasculaire, hôpital Bicêtre (1977-1998)
- Assistant en radiologie, Fondation ophtalmologique Rothschild (1971-1977)
- Moniteur, assistant, puis chef de travaux en anatomie (1969-1989)

## Principales contributions à la médecine
Pionnier de la Radiologie interventionnelle, en particulier la Neuroradiologie interventionnelle en traitement des Malformations vasculaires, des Anévrismes cérébraux, etc…

## Fonctions académiques et associatives
- Fondateur et Vice-chairman du European Board of Neuroradiology (EBNR) (2002-2008)
- Fondateur et codirecteur du “Diplôme International des maladies neurovasculaires” (1999-2008) [seul diplôme d’une université française dont l’enseignement est en anglais et dispensé en Asie (Thaïlande)]
- Fondateur et rédacteur en Chef du Journal Interventional Neuroradiology (1995-2008)
- Membre fondateur de la World Federation of Interventional and Therapeutic Neuroradiology (WFITN), Premier Secrétaire Général (1990), Trésorier (1994-2003), secrétaire général (2004-2005), vice-président (2006-2007), président (2007-2008)
- Membre fondateur de la World Federation of Neuroradiological Societies (WFNRS), coprésident du comité éducatif (1994-1999). Président du standard and training committee (2000- 2004). Member élu du CE (2006-2008)
- Fondateur du cours Anatomy Biology and Clinical correlations (ABC) (1991-2008)
- Président de la Société européenne de neuroradiologie (ESNR) (1996-1998)
- Fondateur du Cours européen Refresher Course in Neuroradiology (ESNR-RC) (1990)
- Fondateur du Cours européen de neuroradiologie (ECNR) (1983)
- Membre du Comité consultatif de protection des personnes dans la recherche biomédicale (CCPPRB) de Bicêtre, (1995-1997)

## Distinctions
- Doctor Honoris Causa of Mahidol University Bangkok (2006)
- Honorary member of the Société Royale Belge de Radiologie (2005)
- Chevalier de la Legion d’Honneur (2003)
- Doctor Honoris Causa de Freie University Berlin (1999)
- Expert près la Cour de Cassation (1998-2008)
- Membre honoraire de la Société américaine de neuroradiologie (1998)
- Royal Noble Order of Thailand (1998)

## Nombre de publications
- Conférences internationales sur invitation : 465
- Communications scientifiques : 219
- Articles, éditoriaux et commentaires publiés : 327
- Chapitres de livres (multiauteurs) et ouvrages didactiques : 7
- Ouvrages personnels : 11

### Hommages sur internet
- Humans in Science
- étudiants en médecine de Bicêtre
- Hommage de Serge Bobin, doyen de la faculté de médecine Paris-Sud, Flash Infos no 396, mai à juillet 2008
- Société Française de Radiologie
- ASNR American Society of Radiology
- The indepedant : innovative neuroradiologist

### Vidéos sur internet
- Archive INA, Dépanner le cerveau, Savoir plus santé, A2 - 14/02/1998